# Iona Anderson
Iona Anderson (3 ottobre 2005) è una nuotatrice australiana.

## Carriera
Specializzata nel dorso, nel 2024 ha vinto una medaglia d'oro (nella staffetta 4x100 m misti) e due medaglie d'argento (nei 50 m dorso e nei 100 m dorso) ai mondiali di Doha.

## Palmarès
- Giochi olimpici

Parigi 2024: argento nella 4x100m misti, bronzo nella 4x100m misti mista.
- Mondiali

Doha 2024: oro nella 4x100m misti, argento nei 50m dorso e nei 100m dorso.
- Mondiali giovanili

Netanya 2023: oro nei 50m dorso e argento nei 100m dorso.